# Tales of Phantasia
Tales of Phantasia (テイルズ オブ ファンタジア Teiruzu obu Fantajia?) (abreviado como 'ToP') es un videojuego RPG perteneciente a la saga Tales of. Fue desarrollado por Namco, y lanzado originalmente en 1995 para la consola Super Famicom (Super Nintendo), siendo posteriormente porteado para la consola PlayStation en 1998, a la consola Game Boy Advance en 2003, siendo lanzado luego en 2006 en territorio Europeo y Americano. También tuvo una versión titulada Tales of Phantasia Full Voice Edition el cual fuera lanzado para Playstation Portable lanzado posteriormente en septiembre de 2006 exclusivamente para Japón y que se caracteriza especialmente por tener voces a plenitud en todas las escenas de la historia. Tiene 48 megabits de memoria (versión de SNES) y es uno de los primeros en utilizar voces digitales, en este caso de seiyus japoneses y el primero en tener un opening cantado. 
Está escrito y programado por Yoshiharu Gotanda. Ninguna de las versiones de este juego ha salido en América, con excepción de la versión para Game Boy Advance, que salió tanto en Norteamérica como en Europa.
Hay una versión en anime en DVD, de 4 OVAs que recoge parte de las aventuras del grupo. También cuenta con un manga.

## Jugabilidad

### Sistema de batalla
La saga de Tales of utiliza un sistema de batalla llamado Linear Motion Battle System, utilizado aquí por primera vez. Este es un sistema de batalla en tiempo real basado en juegos de pelea 2D como Street Fighter. A diferencia de los juegos de RPG tradicionales donde las batallas se realizan a través de turnos, el sistema "LMBS" se desarrolla en tiempo real, por lo que no hay menús y comandos durante la batalla y los personajes tienen que pelear constantemente, pues aunque el jugador no presione ningún botón, el oponente seguirá golpeando al personaje del jugador. En contraste con otros RPG's, en el "LMBS" el jugador solo controla directamente un personaje: los demás personajes son controlados por el CPU. El jugador puede ordenar a los personajes estar en defensa, ataque o con restricciones (ej: ordenar a no usar magia), o forzarlos a utilizar un hechizo o arte específico a través del menú de opciones. Se puede escapar si el personaje controlado por el usuario toque el borde de la pantalla durante unos segundos, pero eso no funciona en batallas importantes, como en batallas de jugador contra jefes. Para los títulos que incluye la función multiplayer, los personajes controlados son todos jugadores.

## Trama

### Argumento
Tales of Phantasia: comienza mostrándonos la heroica batalla entre cuatro valientes guerreros y el maligno semidiós Dhaos. Los guerreros salieron victoriosos, pero Dhaos escapó a través del tiempo y del espacio, al futuro. Sin embargo los cuatro héroes de aquella batalla lo estaban esperando el tiempo suficiente para verlo reaparecer y al momento en que apareció en el mismo lugar sellaron al debilitado Dhaos con el poder de dos colgantes, regresando la paz al mundo.
Diez años después de que Dhaos fuese sellado, en el pueblo de Totus, un joven espadachín llamado Cless Alvein y su mejor amigo Chester Barklight, regresan de una cacería en el bosque para encontrar su pueblo destruido y a todos sus habitantes asesinados por el Caballero Oscuro llamado Mars y su grupo de soldados. Chester pierde a su única familiar, su hermana menor Amy, mientras que Cless pierde a su hermana mayor, padre y a su madre, la cual consigue, antes de morir, advertirle del peligro diciéndole que cuide del collar que ha heredado de su padre. Ambos juran vengarse de los responsables de la destrucción del pueblo y de los asesinatos de sus familias, por lo que deciden viajar a Euclid y encontrarse con los tíos de Cless quienes pueden llegar a darles alguna información de utilidad sobre qué es lo que está sucediendo, pero Chester decide quedarse para sepultar a todos los habitantes de Totus, así que quedan en encontrarse en Euclid. 
A su llegada a la ciudad, Cless ya a salvo con sus tíos, decide tomar un descanso y en la noche es traicionado y enviado ante Mars, el cual no envía a encarcelar tras robarle su collar. Cless desconocía que ese pendiente fue uno de los artefactos que enceraron a Dhaos y que sus padres eran parte de los cuatro guerreros legendarios. En la prisión conoce a Mint Adnade, quien se une al equipo y escapan juntos.
Cless y Mint se reúnen con Chester en la casa de Trinicus (o Tornix) D. Morrison (otro de los cuatro guerreros legendarios), quien les cuenta que fueron sus padres quienes encerraron a Dhaos. Tras enterarse de que le robaron el pendiente a Cless, Morrison se dirige de inmediato al mausoleo de Dhaos a enfrentarse con Mars. Sin su consentimiento, Cless, Mint y Chester deciden ir también al mausoleo para ayudarlo, desafortunadamente Mars logra liberar a Dhaos utilizando los colgantes. Sin ninguna esperanza para poder enfrentar a Dhaos, Morrison envía a Cless y a Mint al pasado para que encuentren algún usuario de la magia y se fortalezcan con el propósito de derrotar a Dhaos. 
En el pasado, 100 años antes de que fuese sellado, Dhaos sigue causando caos, preparando todas sus fuerzas y armamento en contra de las dos naciones más poderosas de ese tiempo: Midgard y Alvanista. La maldad de Dhaos cubre todos los rincones del mundo e incluso controla al príncipe de la familia real de Alvanista. A pesar de que la magia es el único modo de derrotar a Dhaos, ni Cless ni Mint pueden practicar las artes mágicas: solo los elfos y semi-elfos pueden utilizar esos poderosos hechizos.
Durante su búsqueda conocen a Klarth F. Lester (un invocador de espíritus) y a Arche Klaine (una semi-elfa), quienes se unen a ellos. Klarth es un investigador que busca el método para que los humanos utilicen magia de la misma forma en que lo hacen los elfos y semi-elfos, y en sus investigaciones descubrió un tipo de magia similar, la llamada Invocación de Espíritus a través de Anillos de Pacto, que le permite invocarlos en batalla. Klarth sugiere que los espíritus podrían ayudarles a derrotar a Dhaos, por lo que el equipo viaja alrededor del mundo hacia los desiertos de Freyland, las profundidades de las antiguas cavernas de los enanos, la Mina de Moria y hacia las montañas, con el propósito de conseguir anillos de pacto y espíritus que los ayuden en su misión.
El equipo llega a Midgard y ayudan exitosamente a Eduardo D. Morrison (antepasado de Tornix) a cerrar el paso y detener el avance del ejército de Dhaos hacia Midgard, conflicto conocido como Guerra Valhalla. Al terminar la batalla, el grupo se dirige al Castillo de Dhaos para enfrentarlo y derrotarlo de una vez por todas, con las esperanzas de restaurar la paz en el mundo y vengar las almas de sus seres amados. Al llegar al trono se desata una batalla épica entre Dhaos y los héroes, pero el semidiós logra escapar nuevamente a través del tiempo y del espacio.
Debido a una sugerencia de Mint el grupo decide buscar al unicornio que les permitiría sanar el árbol de Yggdrassil y restaurar la magia perdida en el mundo. Ya cumplida la misión, el equipo viaja de vuelta a su tiempo original, al momento y lugar en que Tornix los transportó en el tiempo: evitando que Dhaos asesine a Chester y Morrison. Dhaos es derrotado esta vez y tras la batalla el mausoleo colapsa. El equipo escapa y piensa que con su adversario muerto ha terminado su viaje y que pueden volver a sus respectivas épocas. Pero en ese momento un viajero del tiempo llamado Harrison, llega desde el futuro para informarles que cincuenta años después Dhaos aún sigue vivo, aterrorizando el mundo. El equipo viaja hacia el futuro para enfrentarse nuevamente con Dhaos y a su nuevo ejército.
En el futuro el grupo conoce la leyenda de la Eternal Sword, una espada que puede evitar que Dhaos escape en el tiempo y con el suficiente poder para derrotarlo. También conocen a Suzu Fujibayashi, una joven aprendiz de ninja que está buscando a sus padres y que se une eventualmente al equipo de Cless. Con todas las piezas de la Eternal Sword viajan hasta la cima de una montaña cercana en el pueblo de Ary para descubrir el escondite de Dhaos. 
Finalmente Cless y los demás se enfrentan a Dhaos por última vez y descubren que es más que un simple hechicero: es en realidad un habitante de otro planeta llamado Derris Kharlan, el cual viajó hasta el mundo de nuestro héroes con el propósito de evitar que el árbol de Yggdrassil muriera, porque necesitaba que este diera una Semilla de Mana, la cual podría salvar a su planeta natal, dado que su propio árbol de mana había muerto y con él su mundo, sin embargo cuando llegó a nuestro mundo descubrió que el indiscriminado uso de la Magitecnología por parte de los humanos estaba drenando demasiado mana y eventualmente mataría a Ygradsill condenando al mundo de Dhaos, por lo que este decide aniquilar a la humanidad para evitarlo. Todo esto es muy notorio dado que en su batalla original (hace 100 años), Dhaos se limitó a atacar a los padres de Rhea (que eran unos investigadores de mucho renombre en Euclid), a Alvanista y Midgar que eran los principales reinos que se esforzaban en desarrollar la Magitecnología, Cless y sus amigos se dan cuenta de que ese es el verdadero objetivo de Dhaos, destruir esa tecnología, aunque en aquel momento ellos creían que Dhaos hacía esto porque temía a que esta tecnología pudiera derrotarlo. Después de la batalla, Cless y los otros regresan a visitar al árbol, comprendiendo entonces que el propósito de Dhaos era salvar a su gente y que al derrotarlo condenaron a su mundo a la destrucción. Sin embargo Klarth explica que ellos tenían seres amados y una razón por la cual luchar, no importando cual fuese el costo. 
Klarth y Arche regresan a sus respectivas épocas. Después de que el grupo se va, la diosa Martel con algo de culpa decide utilizar su propia esencia y el cuerpo de Dhaos para crear una "semilla maná" con la cual salvar el planeta de Derris Kharlan. En Totus, Cless, Chester y Mint concuerdan en que reconstruirán su aldea y que se reunirán con Arche del presente, FIN.

### Personajes
- Cless Alvein: Un chico de 17 años y cabello rubio, originario de la aldea Totus, hijo de uno de los mejores espadachines del mundo, Miguel Alvein. En la versión de SNES es el único personaje que se puede controlar directamente.

- Mint Adnade: de 18 años y cabello rubio, conoce a Cless en la cárcel de Euclid y en adelante se hace muy amiga de él. Es la curandera del equipo: usa su bastón para conjurar hechizos curativos y de apoyo llamados Maná.

- Chester Barklight: Originario de Totus y amigo de infancia de Cless, Chester es huérfano y vive en una casa con su hermana menor (Ami). También tiene 17 años. Es un hábil arquero y tiene una relación de amistad-odio con Arche.

- Klarth F. Lester: Originario de Euclid, tiene 29 años. Klarth es un investigador que descubrió como los humanos pueden usar magia, aunque no es la misma magia que utilizan elfos y semi-elfos. Es un invocador que utiliza espíritus para que lo auxilien en batalla.

- Arche Klein: Originaria de Ymir, según ella tiene 17 años y es una semi-elfo de cabello rosa. Arche nunca conoció a su madre, puesto que el pueblo elfo decidió separarse de los humanos cuando Arche era solo una bebé.

- Suzu Fujibayashi: Originaria de la aldea ninja, Suzu es un personaje opcional en las versiones de PSX y GBA, en la versión de SNES es posible ver a Suzu y hablar con ella pero nunca forma parte del grupo. Aunque en la versión de Game Boy Advance se une a ti, las escenas en las que la mayoría hablan o hacen algo, ella no hace absolutamente nada excepto quedarse en un segundo plano

## Desarrollo
El juego originalmente sería distribuido por Nintendo, pero la compañía descartó la idea para enfocarse de lleno en su nueva generación de consolas, Nintendo 64. Esto dejó a Namco en una posición difícil, razón por la que apoyaron de manera escasa al Nintendo 64. En la actualidad Namco posee los derechos de autor del juego y tiene los derechos para usar la marca registrada.

### Controversia entre desarrolladores y el nacimiento de tri-Ace
Después de ver que muchos juegos desarrollados por Wolf Team tenían pobres ventas, gracias a la mala reputación de su compañía hermana, Telenet Japan, Wolf Team (con el permiso de Telenet Japan) buscó un distribuidor externo que pudiera financiar el juego. Después de negociaciones con varias compañías, entre ellas Namco y Enix, Namco fue la elegida para distribuir el juego.
El juego está basado en la novela Tale Phantasia, escrita por el programador del juego Yoshiharu Gotanda. Para poder comercializar mejor el juego Namco cambió bastantes aspectos de la novela, incluyendo cambiar el nombre de Tale Phantasia a Tales of Phantasia, causando una protesta inmediata de Gotanda. Otros cambios son la eliminación de partes de la historia y el trasfondo de Dhaos (mucha de su historia fue finalmente revelada en Side-Stories y Drama CD, s), además de cambiar el nombre de todos los personajes jugables. 
El artista Yoshiaki Inagaki fue el encargado de crear los Sprites de los personajes y originalmente sería responsable de diseñar el artwork del juego, labor que finalmente recayó en el mangaka Kōsuke Fujishima; la poca concordancia entre los Sprites de los personajes y el artwork creó confusión entre los fanes, debido a eso a partir de la versión de PlayStation se utilizaría el arte de Fujishima en los Sprites de los personajes.
El diseñador del juego Masaki Norimoto fue mal evaluado por sus superiores debido a la forma en la que el juego estaba siendo desarrollado y comercializado, mientras que Joe Asanuma fue relevado de su puesto como director en favor de Eiji Kikuchi. Estas protestas retrasaron el desarrollo del juego por un año. Después del lanzamiento del juego los tres diseñadores, Gotanda, Norimoto y Asanuma, dejaron Telenet Japan y fundaron tri-Ace. Gran parte del personal involucrado en el juego y otros miembros del Wolf Team que habían renunciado a la compañía, defendieron a los tres diseñadores durante la controversia y también se unieron a tri-Ace. Entre los miembros más conocidos que dejaron tri-Ace se encuentran Hiroya Hatsushiba, Yoshiaki Inagaki, Mari Kimura, Kenichi Kanekura y Shigeru Ueki. Los miembros que quedaron de tri-Ace posteriormente formaron parte de Namco Tales Studio

### Avances técnicos
Tales of Phantasia fue el primer juego de Super Famicom en contar con 48 MBits de tamaño y la primera en presentar voces de audio digitales, posibles gracias al programador de sonido Hiroya Hatsushiba. A este motor de sonido se le nombró Flexible Voice Driver y sobrepasó la escasa memoria de audio del Super Nintendo.

### Localización
La versión para Super Nintendo del juego pudo jugarse en computadoras personales a través de emuladores. A principios del 2001 aparecieron en la plataforma DeJap varias traducciones para el juego y actualmente existen parches que traducen el juego al inglés y al español. No puede cambiar de líder en esta versión, pero sí en las demás plataformas.
La versión de PlayStation fue traducida en su mayor parte al Idioma inglés por un grupo de fanes llamados Absolute Zero a finales del 2007. Para luego ser traducido el 2012 en un 100% por Phantasian Productions lo que incluye: diálogos entre personajes, base de datos e interfaces, entre otros detalles.
La versión de Game Boy Advance fue traducida para Norteamérica por Bowne Global Solutions y para Europa que fue distribuida por Nintendo. Solo la versión europea incluye el español seleccionable en el seletor de idiomas. Esta versión utiliza los gráficos 2D de Super NES y las voces de PSX.

### Música
La música del juego corre a cargo del veterano compositor Motoi Sakuraba en conjunto con Shinji Tamura, compositores principales de la serie. Sakuraba hace un cameo en las versiones de Super Nintendo y Game Boy Advance: en una ciudad importante el personaje puede conocerlo y él toca el tema principal del juego en un piano.
El juego Tales of Phantasia se destacó en la versión de Super Nintendo por su opening, interpretado por la popular cantante Yukari Yoshida, gracias al compositor de Namco, Motoi Sakuraba. La canción se tituló Yume wa Owaranai (en inglés the dream will not die, el sueño no morirá en español). En las versiones de PSX y PSP, el tema es interpretado por la cantante Yo-Mi. Aunque las letras son idénticas, la melodía, los arreglos y el tempo son distintos. En la versión japonesa de Game Boy Advance se reutiliza el opening para Super Nintendo de Yume Wa Owaranai, pero en la versión estadounidense fue utilizada una versión arreglada del tema de Motoi Sakuraba, Raising the Curtain.
Otras canciones asociadas con el videojuego y el anime son:
- A Star in the Sky (星を空に, hoshi-wo sora-ni) - interpretada por Yoshida Yukari. Este es el ending de la versión de Playstation

- The End of a Dream (夢の果て, yume-no hate) - interpretada por Masami Suzuki. El Opening de Tales of Phantasia: The Animation

- Priere (“Oración” en francés) – interpretada por Masami Suzuki. El Ending del Tales of Phantasia: The Animation

## Versiones

### Versión de Playstation
Lanzada a finales de 1998, utiliza un motor de juego similar al de Tales of Destiny, por lo que el juego se beneficia de las mejoras y refinamientos que dicho motor de juego podía ofrecer. Entre algunas de las mejoras en el Gameplay se encuentra la inclusión de Suzu Fujibayashi como personaje jugable, la inclusión de Techs para Chester, la sustitución de los Death Spells de Arche por magias ofensivas y una nueva forma para el personaje de Dhaos muy similar a la de Mithos Yggdrassil de Tales of Symphonia.

### Versión de Game Boy Advance
Nintendo se interesó por el juego nuevamente y le propuso a Namco realizar una adaptación del juego para su consola portátil Game Boy Advance. Como la pantalla de la GBA es mucho más pequeña que la de un televisor, los equipos de Namco y Nintendo decidieron aminorar el espacio de visibilidad humana para poder ver al Sprite del personaje y los cofres ocultos, además el cuadro de texto y las letras también tuvieron que agrandarse. Los personajes conservan los mismos Sprites que la versión de PSX, pero el sistema de juego y de navegación está basado en la versión de Super Nintendo, debido a las limitaciones técnicas de la consola.
Las gráficas también fueron abrillantadas y sobresaturadas para contrastar con la pantalla oscura del Game Boy Advance. Esto peca de molesto en Hardware reciente, donde encontramos pantallas retroiluminadas (backlight). 
En las versiones norteamericanas y europeas del juego se remplazarón las voces japonesas por voces en inglés y se romanizaron los nombres de algunos personajes, lo que causó descontento entre los fanáticos del juego original. Estas versiones han recibido fuertes críticas por parte de varias revistas de videojuegos como Electronic Gaming Monthly principalmente en los aspectos referentes al modo de juego

### Versión de PlayStation Portable
La versión para PSP salió en Japón el 7 de septiembre del 2006. El título del juego es Tales of Phantasia: Full Voice Edition, una versión mejorada de la adaptación de PlayStation. Se caracteriza principalmente por el que todos los eventos importantes en el juego son completamente dialogados. Posteriormente el 5 de agosto de 2010, se creó un juego crossover llamado Tales of Phantasia: Narikiri Dungeon X, en donde incluye a Tales of Phantasia X. Esta versión ya no puede pausar la batalla cuando uno de los personajes usa magia, permitiendo al jugador atacar mientras que el enemigo reciba daño o crear multitécnicas si 2 o más personajes (incluyendo al jugador) usase magia o artes.

## Tales of Phantasia: The Animation
En el año 2004 aparecieron cuatro ovas que contaban de manera condensada la historia principal del juego. La historia se enfoca en las escenas del equipo con Dhaos y en algunas escenas claves como el encuentro con los elfos. Los seiyus que interpretaron a los personajes en los videojuegos regresan nuevamente.

## Juegos Relacionados
Existen varios juegos que toman lugar en el mismo universo que Tales of Phantasia:
- Tales of Symphonia, la cual toma lugar al menos 4000 años en el pasado.
- Tales of Symphonia: Dawn of the New World, secuela de Tales of Symphonia, desarrollada dos años después de su desenlace.
- Tales of Phantasia: Narikiri Dungeon, se enfoca en Mel y Dio, 104 años después, en el futuro.
- Tales of the World: Summoner's Lineage, una secuela que se desarrolla muchos años en el futuro con el descendiente de Klarth como el protagonista.

## Trivia
- El juego tiene muchas referencias a la mitología nórdica;
  - Muchas locaciones son nombradas en honor a países o sitios de la cultura escandinava como (Midgard, Valhalla) o dioses de esa cultura (Thor, Fenrir, Heimdall, Odín).
  - La lanza de Odín, Gungnir, aparece como un arma en el juego.
  - El árbol de la vida, Yggdrasil.
  - Una valquiria interactúa con Cless durante unos cuantos eventos.
  - La fusión del fuego y el hielo para poder crear el poder absoluto (Flamberge y Vorpal con el fin de crear la Eternal Sword.
- El tema de batalla, Fighting of the Spirit, se ha vuelto enormemente popular desde su debut en Phantasia y ha sido arreglado numerosas veces en otros juegos de la serie de Tales:
  - La versión original de Tales of Phantasia (versión de Super Nintendo y posteriores)
  - La versión arreglada del Tales of Phantasia OSV de Super Famicom
  - Una nueva versión escuchada en Tales of Symphonia
  - Una versión más pesada escrita por el arreglista, Saitama Saishu Heiki (también conocido por los fanes como S.S.H.)
- El tema de la iglesia, llamado Perverse Religion, está adaptado del tema Little Fugue in G Minor, BWV 578 de Johann Sebastian Bach.
- En la batalla final contra Dhaos, en su forma angelical (Versión de Playstation), la música de batalla es "I Miss You", pero en la versión de Game Boy Advance es "The Stream of Time".